# Chorisia
Genre
Classification phylogénétique
Chorisia est un genre d'arbre de la famille des Bombacaceae, selon la classification classique, ou de celle des Malvaceae, selon la classification phylogénétique. 
Ce sont des arbres des régions tropicales.
Les espèces de ce genre ont été déplacées vers d'autres genres, principalement Ceiba. Chorisia est désormais erroné.
- pour Chorisia crispiflora Kunth, voir Ceiba crispiflora (Kunth) Ravenna
- pour Chorisia insignis Kunth, voir Ceiba insignis (Kunth) P.E.Gibbs & Semir
- pour Chorisia speciosa A.St.-Hil., voir Ceiba speciosa (A.St.-Hil.) Ravenna